# Exechiopsis indecisa
Exechiopsis indecisa är en tvåvingeart som först beskrevs av Walker 1856.  Exechiopsis indecisa ingår i släktet Exechiopsis och familjen svampmyggor. Arten är reproducerande i Sverige. Inga underarter finns listade i Catalogue of Life.